# Behrn Arena

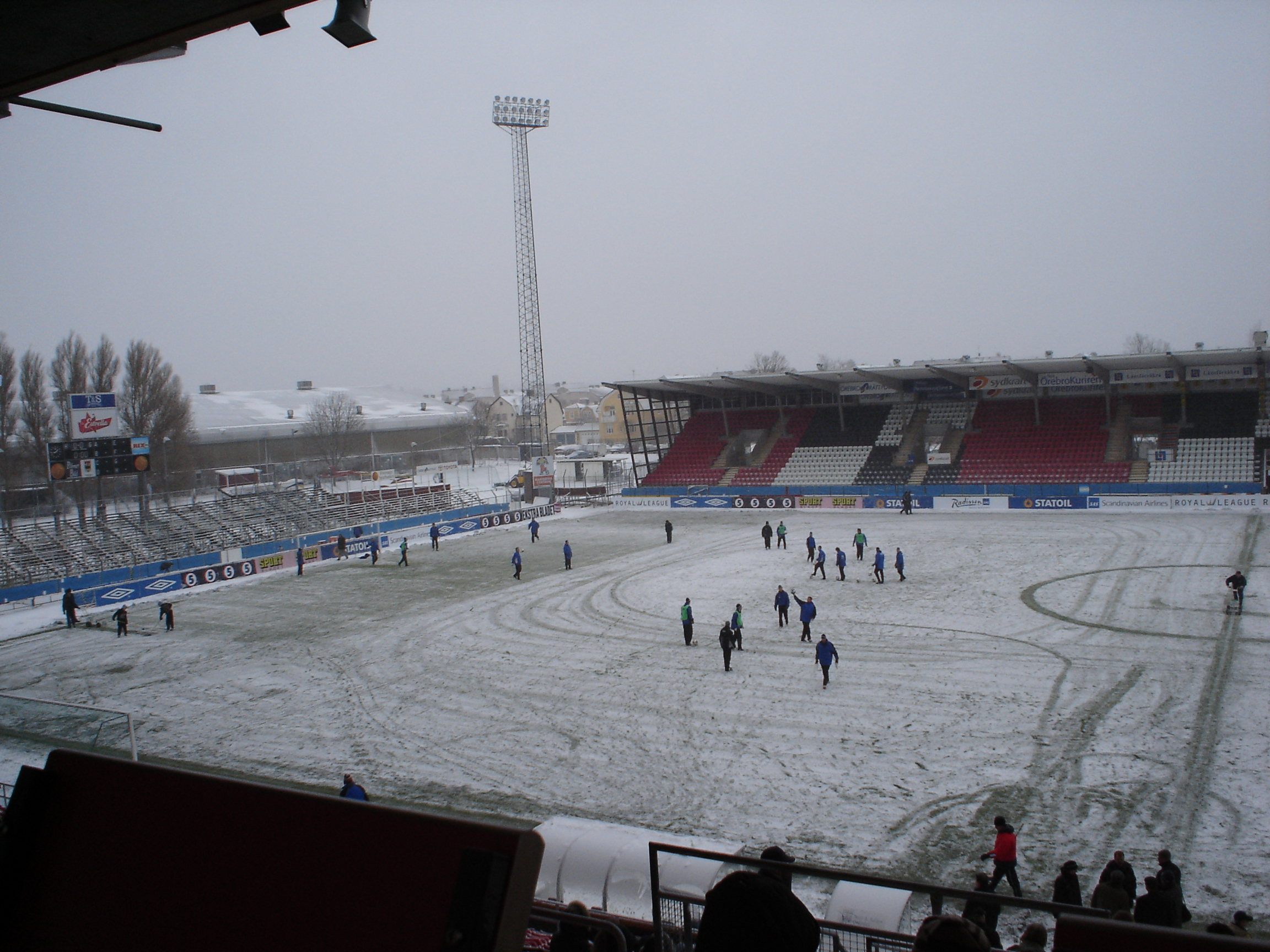
Die Behrn Arena im Februar 2005

Die Behrn Arena (vormals Eyravallen) ist ein Fußballstadion in der schwedischen Stadt Örebro. Es ist die Heimspielstätte des schwedischen Fußballclubs Örebro SK (Fotbollsallsvenskan) sowie der Jugendabteilung Örebro SK Ungdom und des Frauenfußball-Erstligisten KIF Örebro DFF.

## Geschichte
Das Stadion wurde 1923 vom Fußballverein Örebro SK erbaut und hieß zunächst Eyravallen. Es diente früher auch der Austragung von Leichtathletikwettkämpfen und Bandyspielen (Örebro SK Bandy). Bei der Fußball-Weltmeisterschaft 1958 war Eyravallen am 15. Juni 1958 Austragungsort des Gruppenspiels zwischen Frankreich und Schottland. Im Jahre 1974 wurde das Stadion umgebaut, wobei die alten Stehplatztribünen abgerissen und durch Sitzplatztribünen ersetzt wurden. Ein weiterer Umbau erfolgte 2002, bei dem die alte, noch aus Holz bestehende Nordtribüne ersetzt wurde. Im Jahre 2005 erfolgte die Umbenennung von Eyravallen in Behrn Arena, nachdem eine Immobilienfirma namens "Behrn fastigheter" (Behrn Immobilien), den Namen mit einer Laufzeit von mindestens zehn Jahren gekauft hat. In den Jahren 2007 bis 2009 wurde die Spielstätte weiter modernisiert.

## Fakten
- Die Behrn Arena bietet momentan 12.645 Menschen Platz.
- Der bisherige Publikumsrekord liegt bei 20.066 Zuschauern beim Spiel Örebro SK gegen Degerfors IF am 8. Oktober 1961 bzw. bei 22.459 im Sommer 2004 bei einem Konzert von Gyllene Tider.
- Der Rasenbelag besteht aus Kunstrasen (FIFA 2 Star)

## Tribünen
- Norra läktaren: 4.250 überdachte Sitzplätze, zwei Restaurants, ein Pub, mehrere Büros, 2003 gebaut[1]
- Södra läktaren: 3.000 überdachte Sitzplätze, 1974 gebaut
- Västra läktaren: 3.029 überdachte Stehplätze oder 1.500 Sitzplätze, 2007 gebaut
- Östra läktaren: 1.290 überdachte Sitzplätze und 1.100 Stehplätze, hauptsächlich für die Gästefans, unter dem Dach befinden sich V.I.P.-Logen, 2009 gebaut